# Prvenstvo LjNP 1932-1933
Il Prvenstvo Ljubljanske nogometne podzveze 1932./33. (it. "Campionato della sottofederazione calcistica di Lubiana 1932-33") fu la quattordicesima edizione del campionato organizzato dalla Ljubljanska nogometna podzveza (LjNP).
Il vincitore fu il 1.SŠK Maribor, al suo secondo titolo nella LjNP.

## Avvenimenti
Il campionato è iniziato con 7 squadre ma, a torno in corso, la Federcalcio jugoslava (JNS) ha deciso di ridurre il numero delle partecipanti a 6. Quindi, la sottofederazione di Lubiana ha organizzato un torneo di qualificazione (le prime 5 classificate del torneo precedente avevano il posto assicurato) fra SK Celje, Slovan Lubiana, Rapid Marburg e ČSK Čakovec per un posto in prima classe (posto andato al Rapid).
Secondo le indicazioni della JNS, durante la pausa invernale Ilirija e Primorje Lubiana hanno disputato uno spareggio con due gare andata/ritorno nel febbraio 1933 per un posto nel campionato nazionale. A trionfare è stato il Primorje che così ha lasciato il campionato sottofederale. Subito dopo (marzo 1933) lo Svoboda si è ritirato per fondersi con il Primorje, così da rafforzare la compagine impegnata nel campionato nazionale. Vi era sul tavolo anche la proposta di un'ulteriore fusione con l'Ilirija, subito rifiutata dai biancoverdi.

Per la continuazione del campionato sottofederale (partito con 7 squadre, poi ridotto a 6 ed infine a 4), la LjNP ha disposto di cancellare tutte le partite dello Svoboda, mentre sono stati mantenuti quelli autunnali del Primorje. A conquistare il primo posto in questa insolita classifica è stato il 1.SŠK Maribor, mentre una demoralizzata Ilirija ha concluso all'ultimo (il quarto) posto.

## Classifica
|                   | Pos. | Squadra            | Pt | G | V | N | P | GF | GS | QR    |
| ----------------- | ---- | ------------------ | -- | - | - | - | - | -- | -- | ----- |
|                   | 1.   | 1.SŠK Maribor      | 9  | 7 | 4 | 1 | 2 | 24 | 15 | 1,600 |
|                   | 2.   | Rapid Marburg      | 8  | 7 | 4 | 0 | 3 | 18 | 20 | 0,900 |
|                   | 3.   | Železničar Maribor | 5  | 7 | 2 | 1 | 4 | 13 | 22 | 0,590 |
|                   | 4.   | Ilirija            | 4  | 7 | 1 | 2 | 4 | 13 | 16 | 0,812 |
|                   | —    | Primorje Lubiana   | 6  | 4 | 2 | 2 | 0 | 10 | 5  | 2,000 |
|                   | —    | Svoboda            |    |   |   |   |   |    |    |       |
| Fonte: exyufudbal |      |                    |    |   |   |   |   |    |    |       |

Legenda:
      Campione della sottofederazione di Lubiana.
      Retrocesso nella classe inferiore.
Note:
Due punti a vittoria, uno a pareggio, zero a sconfitta.

## Risultati

### Tabellone
|                    | Mar  | Rap  | Žel  | Ili  | Pri  | Svo  | ČSK  |
| ------------------ | ---- | ---- | ---- | ---- | ---- | ---- | ---- |
| 1.SŠK Maribor      | –––– | 4-2  | 4-1  | 1-1  | -    | 5-0  | ann  |
| Rapid Marburg      | 2-5  | –––– | 3-2  | 4-3  | -    | 3-1  | -    |
| Železničar Maribor | 1-6  | 2-4  | –––– | 4-3  | -    | 3-2  | -    |
| Ilirija            | 3-2  | 2-3  | 0-1  | –––– | -    | 8-1  | ann  |
| Primorje Lubiana   | 5-2  | 2-0  | 2-2  | 1-1  | –––– | 1-1  | ann  |
| Svoboda            | -    | ann  | -    | -    | -    | –––– | -    |
| ČSK Čakovec        | -    | -    | -    | -    | -    | -    | –––– |
| Fonte: exyufudbal  |      |      |      |      |      |      |      |

### Calendario
Andata:
25.09.1932. Primorje – ČŠK 4–1 (annullata), Svoboda – Rapid 1–1 (annullata)
02.10.1932. Primorje – Svoboda 1–1, Ilirija – ČŠK 3–2 (annullata)
09.10.1932. Ilirija – Maribor 3–2, Železničar – Rapid 2–1 (annullata)
16.10.1932. Železničar – Svoboda 3–2, Rapid – Ilirija 3–2 (annullata), Maribor – ČŠK 4–3 (annullata)
23.10.1932. Ilirija – Svoboda 8–1, Primorje – Železničar 2–2
30.10.1932. Maribor – Železničar 4–1
06.11.1932. Primorje – Ilirija 1–1, Maribor – Svoboda 5–0
13.11.1932. Primorje – Maribor 5–2, Železničar – Ilirija 4–3
20.11.1932. Primorje – Rapid 2–0
27.11.1932. Rapid – Svoboda 3–1 (nuova)
04.12.1932. Rapid – Ilirija 4–3 (nuova)
11.12.1932. Maribor – Rapid 4–2
18.12.1932. Rapid – Železničar 3–2 (nuova)
Qualificazioni al campionato nazionale 1932-33
05.02.1933. Primorje – Ilirija 2–1
19.02.1933. Ilirija – Primorje 2–3
Il Primorje (assieme allo Svoboda con cui si è fuso) abbandona il torneo e passa al campionato nazionale
Ritorno:
02.04.1933. Ilirija – Maribor 1–1
09.04.1933. Maribor – Rapid 5–2
23.04.1933. Rapid – Železničar 4–2
30.04.1933. Rapid – Ilirija 3–2, Maribor – Železničar 6–1
07.05.1933. Železničar – Ilirija 1–0